# 阿富汗—以色列關係
阿富汗－以色列關係是指阿富汗與以色列的外交關係，兩國並無官方外交關係。

## 歷史
在1980年代，以色列是第一個譴責蘇聯入侵阿富汗的國家，並向反蘇的聖戰者提供武器和訓練攻擊親蘇的阿富汗民主共和國政府。其中最大受助人是阿富汗伊斯蘭黨領袖古勒卜丁·希克马蒂亚尔。而巴基斯坦三軍情報局局長阿克塔爾·阿卜杜拉赫曼則是他們的中間人。
2005年在喀布爾接受以色列報紙新消息報記者採訪時，阿富汗總統卡爾扎伊暗示希望與以色列建立正式關係。 當“中東和平進程取得進一步進展，並且巴勒斯坦人開始擁有自己的國家時，阿富汗將樂意與以色列建立全面關係”，他說。 他透露他曾幾次遇見希蒙·佩雷斯，並稱他為“親愛的人，一個真正的和平戰士。
2021年塔利班重新奪取政權後，9月8日，阿富汗塔利班发言人沙欣在接受俄罗斯媒体采访时表示，塔利班成立新政府后，阿富汗塔利班愿与除以色列外所有国家建立关系。

## 逸事
在19世紀時，阿富汗的普什圖族曾被歐洲學者認為是失蹤的以色列十支派其中一支。